# 希良々うみ
希良々 うみ（きらら うみ、1月11日 - ）は、元宝塚歌劇団雪組娘役。
岡山県倉敷市、県立倉敷天城高校出身身長162cm。愛称は「ともか」。
妹は星組娘役の星咲希。

## 来歴
2012年4月、宝塚音楽学校入学。同期には元宙組・花組トップ娘役星風まどか、音くり寿、聖乃あすか、元花組トップ娘役華優希、風間柚乃らがいる。
2014年3月、宝塚歌劇団に100期生として入団。入団時の成績は14番。月組公演「宝塚をどり／明日への指針／TAKARAZUKA 花詩集100!!」で初舞台。
2015年2月、組廻りを経て雪組に配属。
2017年11月-2018年2月、『ひかりふる路〜革命家、マクシミリアン・ロベスピエール〜／SUPER VOYAGER！－希望の海へ－』を怪我のため、全日程休演。
2024年5 - 6月の全国ツアー公演『仮面のロマネスク』『Gato Bonito!!』にて、初のエトワールに抜擢。同年10月13日、彩風咲奈退団公演となる『ベルサイユのばら-フェルゼン編-』東京公演千秋楽をもって、宝塚歌劇団を退団。

## 宝塚歌劇団時代の主な舞台

### 初舞台公演
- 2014年3月～6月、月組『宝塚をどり／明日への指針－センチュリー号の航海日誌－／TAKARAZUKA 花詩集100!!』

### 組廻り
- 2014年7月～10月、月組『PUCK（パック）／CRYSTAL TAKARAZUKA－イメージの結晶－』

### 雪組配属後
- 2015年5月、博多座公演『星影の人／ファンシー・ガイ！』豆若
- 2015年7月～11月、『星逢一夜／La Esmeralda』新人公演：福姫（本役：杏野このみ）
- 2015年11月～12月、宝塚バウホール公演『銀二貫 — 梅が枝の花かんざし — 』
- 2016年2月～5月、『るろうに剣心』新人公演：明神弥彦（本役：彩みちる）
- 2016年6月～8月、中日劇場・ACTシアター・梅田芸術劇場メインホール公演『ローマの休日』
- 2016年10月～12月、『私立探偵ケイレブ・ハント／Greatest HITS！』
- 2017年2月、中日劇場公演『星逢一夜／Greatest HITS！』嘉姫／ゆり
- 2017年4月～7月、『幕末太陽傳／Dramatic “S”!』芸者定吉、新人公演：芸者市丸（本役：沙羅アンナ）、女郎おつね（本役：彩みちる）
- 2017年8月、専科・轟悠 ディナーショー『Yū, Sol y Sombra』（ホテル阪急インターナショナル・パレスホテル東京）
- 2018年3月～4月、『義経妖狐夢幻桜』（宝塚バウホール）シズカ
- 2018年6月～7月、『凱旋門－エリッヒ・マリア・レマルクの小説による－／Gato Bonito!!～ガート・ボニート、美しい猫のような男～』新人公演：ユリア（本役：彩みちる）
- 2018年11月～2019年2月、『ファントム』オペラ座のダンサー、新人公演：従者（本役：笙乃茅桜）
- 2019年2月、『PR PRince』（バウホール）グレース
- 2019年5 - 9月、『壬生義士伝』 - 新人公演：松乃（本役：愛すみれ）『Music Revolution!』
- 2019年10 - 11月、『はばたけ黄金の翼よ』『Music Revolution!』
- 2020年1 - 2月、『ONCE UPON A TIME IN AMERICA（ワンス アポン ア タイム イン アメリカ）』（宝塚大劇場） - ナタリー、新人公演：エヴァ（本役：彩みちる）
- 2020年2 - 3月、『ONCE UPON A TIME IN AMERICA（ワンス アポン ア タイム イン アメリカ）』（東京宝塚劇場） - ナタリー
- 2020年8 - 9月、『炎のボレロ』 - リサ『Music Revolution!-New Spirit-』（梅田芸術劇場）
- 2020年10月、『パッション・ダムール　－愛の夢－』（バウホール）
- 2021年1 - 4月、『fff-フォルティッシッシモ-』 - ケルビム『シルクロード〜盗賊と宝石〜』
- 2021年6月、『ヴェネチアの紋章』『ル・ポァゾン 愛の媚薬-Again-』（全国ツアー）
- 2021年8 - 11月、『CITY HUNTER』 - 野上麗香、新人公演：野上冴子（本役：彩みちる）『Fire Fever!』
- 2022年3 - 6月、『夢介千両みやげ』 - お滝『Sensational!』
- 2022年7 - 8月、『ODYSSEY（オデッセイ）-The Age of Discovery-』（梅田芸術劇場）
- 2022年10 - 12月、『蒼穹の昴』 - 西太后付き女官
- 2023年2 - 3月、『BONNIE & CLYDE』（御園座） - ステラ
- 2023年4 - 7月、『Lilac（ライラック）の夢路』 - 夢人［魔女]『ジュエル・ド・パリ!!』
- 2023年8 - 9月、『双曲線上のカルテ』（ドラマシティ・日本青年館） - アニータ
- 2023年12 - 2024年2月、『ボイルド・ドイル・オンザ・トイル・トレイル』 -クララ『FROZEN HOLIDAY（フローズン・ホリデイ）』
- 2024年5 - 6月、『仮面のロマネスク』 - トゥールベル夫人『Gato Bonito!!』（全国ツアー） 初エトワール
- 2024年7 - 10月、『ベルサイユのばら-フェルゼン編-』- カトリーヌ 退団公演[2]

### 出演イベント
- 2017年8月、轟悠ディナーショー『Yū, Sol y Sombra』
- 2023年10月、第56回『宝塚舞踊会』

## 宝塚歌劇団退団後の主な活動

### 舞台
- 2025年2 - 4月、『昭和元禄落語心中』（東急シアターオーブ・フェスティバルホール・福岡市民ホール）[3]
- 2025年10 - 2026年1月、『エリザベート』（東急シアターオーブ・札幌文化芸術劇場 hitaru・梅田芸術劇場・博多座）[4]